# Campeonato de Primera C 2016 (Argentina)
El Campeonato de Primera C 2016, fue la octogésima tercera temporada de la categoría y la trigésima de esta división como cuarta categoría del fútbol argentino en el orden de los clubes directamente afiliados a la AFA. Se inició el 5 de febrero y finalizó el 13 de junio.
Los nuevos participantes fueron Liniers y Sportivo Barracas, ascendidos de la Primera D 2015, y Deportivo Merlo y Sportivo Italiano, descendidos de la Primera B 2015.
Se trató de un torneo de transición, por lo que se desarrolló exclusivamente en el primer semestre del año, con formato diferente del habitual, con el fin de volver a adecuar las competiciones del fútbol argentino al calendario del hemisferio norte. 
Se consagró campeón Excursionistas, que logró así el ascenso a la Primera B. A su vez, descendió Liniers por el sistema de promedios.

## Ascensos y descensos
| Posición | Descendidos de la Primera C 2015 |
| -------- | -------------------------------- |
| 19.°     | General Lamadrid                 |
| 20.°     | Juventud Unida                   |

| Posición  | Ascendidos de la Primera D 2015 |
| --------- | ------------------------------- |
| 1.°       | Sportivo Barracas               |
| Gan. Red. | Liniers                         |

| Posición  | Ascendidos a la Primera B 2016 |
| --------- | ------------------------------ |
| 1.º       | San Telmo                      |
| Gan. Red. | Talleres (RdE)                 |

| Prom | Descendidos de la Primera B 2015 |
| ---- | -------------------------------- |
| 21.º | Deportivo Merlo                  |
| 22.º | Sportivo Italiano                |

- De esta manera, el número de equipos participantes se mantuvo en 20.

## Equipos participantes
| Equipo                   | Ciudad            | Estadio                         | Capacidad |
| ------------------------ | ----------------- | ------------------------------- | --------- |
| Argentino de Merlo       | Merlo             | Merlo                           | 11 000    |
| Argentino de Quilmes     | Quilmes           | Argentino de Quilmes            | 7000      |
| Berazategui              | Berazategui       | Norman Lee                      | 5500      |
| Cañuelas                 | Cañuelas          | Jose Alfredo Arín               | 2000      |
| Central Córdoba          | Rosario           | Gabino Sosa                     | 18 000    |
| Defensores de Cambaceres | Ensenada          | 12 de Octubre                   | 8500      |
| Defensores Unidos        | Zarate            | Gigante de Villa Fox            | 8000      |
| Deportivo Laferrere      | Laferrere         | José Luis Sánchez               | 13 000    |
| Deportivo Merlo          | Parque San Martín | José Manuel Moreno              | 10 000    |
| Dock Sud                 | Dock Sud          | De los Inmigrantes              | 8200      |
| Excursionistas           | Buenos Aires      | Excursionistas                  | 8000      |
| Ferrocarril Midland      | Libertad          | Ciudad de Libertad              | 6000      |
| J. J. de Urquiza         | Loma Hermosa      | Ramón Roque Martín              | 2500      |
| Liniers                  | San Justo         | Juan Antonio Arias              | 3500      |
| Luján                    | Luján             | Municipal de la Ciudad de Luján | 4000      |
| Sacachispas              | Buenos Aires      | Beto Larrosa                    | 4000      |
| San Martín               | Burzaco           | Francisco Boga                  | 6500      |
| San Miguel               | Los Polvorines    | Malvinas Argentinas             | 9000      |
| Sportivo Barracas        | Buenos Aires      | No posee                        | -         |
| Sportivo Italiano        | Ciudad Evita      | República de Italia             | 7000      |

| 1. |

### Distribución geográfica de los equipos
| Provincia                                    | Región                                                                                        | Cant. | Equipos                                                   |
| -------------------------------------------- | --------------------------------------------------------------------------------------------- | ----- | --------------------------------------------------------- |
| Conurbano bonaerense (12)                    | Partido de La Matanza                                                                         | 3     | Deportivo Laferrere, Liniers y Sportivo Italiano          |
| Conurbano bonaerense (12)                    | Partido de Merlo                                                                              | 3     | Argentino de Merlo, Deportivo Merlo y Ferrocarril Midland |
| Conurbano bonaerense (12)                    | Partido de Avellaneda                                                                         | 1     | Dock Sud                                                  |
| Conurbano bonaerense (12)                    | [[Archivo:\|20x20px\|border\|Bandera de Partido de Almirante Brown]] Almirante Brown          | 1     | San Martín (B)                                            |
| Conurbano bonaerense (12)                    | [[Archivo:\|20x20px\|border\|Bandera de Partido de Berazategui]] Berazategui                  | 1     | Berazategui                                               |
| Conurbano bonaerense (12)                    | [[Archivo:\|20x20px\|border\|Bandera del Partido de Malvinas Argentinas]] Malvinas Argentinas | 1     | San Miguel                                                |
| Conurbano bonaerense (12)                    | [[Archivo:\|20x20px\|border\|Bandera de Partido de Quilmes]] Quilmes                          | 1     | Argentino de Quilmes                                      |
| Conurbano bonaerense (12)                    | Partido de Tres de Febrero                                                                    | 1     | J. J. de Urquiza                                          |
| Ciudad de Buenos Aires (3)                   | Barracas                                                                                      | 1     | Sportivo Barracas                                         |
| Ciudad de Buenos Aires (3)                   | Villa Soldati                                                                                 | 1     | Sacachispas                                               |
| Ciudad de Buenos Aires (3)                   | Belgrano                                                                                      | 1     | Excursionistas                                            |
| Interior de la provincia de Buenos Aires (4) | [[Archivo:\|20x20px\|border\|Bandera del Partido de Cañuelas]] Cañuelas                       | 1     | Cañuelas                                                  |
| Interior de la provincia de Buenos Aires (4) | Partido de Luján                                                                              | 1     | Luján                                                     |
| Interior de la provincia de Buenos Aires (4) | Partido de Ensenada                                                                           | 1     | Defensores de Cambaceres                                  |
| Interior de la provincia de Buenos Aires (4) | Partido de Zárate                                                                             | 1     | Defensores Unidos                                         |
| Provincia de Santa Fe (1)                    | Rosario                                                                                       | 1     | Central Córdoba (R)                                       |

## Formato

### Ascenso
Los 20 participantes se enfrentaron en una rueda por el sistema de todos contra todos. Ascendió el campeón.

### Descenso
El equipo peor ubicado en la tabla de promedios descendió a la Primera D.

## Tabla de posiciones
| Pos. | Equipo                   | Pts. | PJ | PG | PE | PP | GF | GC | Dif. |
| ---- | ------------------------ | ---- | -- | -- | -- | -- | -- | -- | ---- |
| 01.º | Excursionistas           | 41   | 19 | 12 | 5  | 2  | 36 | 24 | 12   |
| 02.º | Sportivo Italiano        | 39   | 19 | 12 | 3  | 4  | 24 | 18 | 6    |
| 03.º | J. J. de Urquiza         | 37   | 19 | 11 | 4  | 4  | 28 | 19 | 9    |
| 04.º | Berazategui              | 36   | 19 | 10 | 6  | 3  | 29 | 16 | 13   |
| 05.º | San Martín (B)           | 35   | 19 | 9  | 8  | 2  | 30 | 18 | 12   |
| 06.º | Deportivo Laferrere      | 33   | 19 | 10 | 3  | 6  | 28 | 20 | 8    |
| 07.º | Sacachispas              | 33   | 19 | 9  | 6  | 4  | 27 | 20 | 7    |
| 08.º | Argentino de Quilmes     | 28   | 19 | 7  | 7  | 5  | 22 | 18 | 4    |
| 09.º | Deportivo Merlo          | 25   | 19 | 6  | 7  | 6  | 17 | 15 | 2    |
| 10.º | Luján                    | 25   | 19 | 6  | 7  | 6  | 20 | 21 | −1   |
| 11.º | Sportivo Barracas        | 24   | 19 | 6  | 6  | 7  | 22 | 24 | −2   |
| 12.º | Defensores de Cambaceres | 22   | 19 | 5  | 7  | 7  | 20 | 27 | −7   |
| 13.º | Cañuelas                 | 19   | 19 | 4  | 7  | 8  | 24 | 29 | −5   |
| 14.º | Dock Sud                 | 19   | 19 | 4  | 7  | 8  | 17 | 22 | −5   |
| 15.º | Defensores Unidos        | 19   | 19 | 5  | 4  | 10 | 25 | 34 | −9   |
| 16.º | San Miguel               | 18   | 19 | 5  | 3  | 11 | 17 | 27 | −10  |
| 17.º | Ferrocarril Midland      | 17   | 19 | 5  | 2  | 12 | 17 | 23 | −6   |
| 18.º | Central Córdoba (R)      | 16   | 19 | 3  | 7  | 9  | 21 | 27 | −6   |
| 19.º | Liniers                  | 16   | 19 | 4  | 4  | 11 | 17 | 28 | −11  |
| 20.º | Argentino de Merlo       | 13   | 19 | 2  | 7  | 10 | 16 | 27 | −11  |

|  | Campeón. Ascendió a la Primera B. |

|  |

### Evolución de las posiciones
| Equipo / Fecha       |      |      |      |      |      |      |      |      |      |      |      |      |      |      |      |      |      |      |      |
| Equipo / Fecha       | 01   | 02   | 03   | 04   | 05   | 06   | 07   | 08   | 09   | 10   | 11   | 12   | 13   | 14   | 15   | 16   | 17   | 18   | 19   |
| -------------------- | ---- | ---- | ---- | ---- | ---- | ---- | ---- | ---- | ---- | ---- | ---- | ---- | ---- | ---- | ---- | ---- | ---- | ---- | ---- |
| Arg. de Merlo        | 19.º | 18.º | 19.º | 19.º | 19.º | 18.º | 18.º | 16.º | 17.º | 15.º | 15.º | 15.º | 15.º | 16.º | 18.º | 18.º | 20.º | 20.º | 20.º |
| Argentino de Quilmes | 07.º | 12.º | 05.º | 07.º | 04.º | 07.º | 07.º | 08.º | 04.º | 04.º | 03.º | 02.º | 04.º | 08.º | 08.º | 08.º | 08.º | 08.º | 08.º |
| Berazategui          | 06.º | 02.º | 03.º | 01.º | 01.º | 02.º | 01.º | 02.º | 02.º | 02.º | 02.º | 03.º | 02.º | 02.º | 06.º | 07.º | 05.º | 03.º | 04.º |
| Cañuelas             | 08.º | 05.º | 07.º | 08.º | 06.º | 05.º | 05.º | 04.º | 07.º | 10.º | 10.º | 12.º | 11.º | 11.º | 11.º | 14.º | 15.º | 18.º | 13.º |
| Central Córdoba (R)  | 01.º | 07.º | 11.º | 11.º | 14.º | 16.º | 15.º | 18.º | 18.º | 18.º | 16.º | 13.º | 13.º | 12.º | 12.º | 13.º | 14.º | 17.º | 18.º |
| Defensores Unidos    | 20.º | 19.º | 14.º | 14.º | 16.º | 13.º | 14.º | 17.º | 16.º | 19.º | 19.º | 19.º | 19.º | 18.º | 15.º | 15.º | 13.º | 14.º | 15.º |
| Def. de Cambaceres   | 10.º | 16.º | 10.º | 10.º | 08.º | 10.º | 12.º | 14.º | 14.º | 14.º | 13.º | 14.º | 17.º | 15.º | 17.º | 17.º | 16.º | 12.º | 12.º |
| Dep. Laferrere       | 03.º | 01.º | 01.º | 03.º | 02.º | 01.º | 02.º | 01.º | 01.º | 01.º | 01.º | 01.º | 01.º | 01.º | 01.º | 01.º | 04.º | 05.º | 06.º |
| Deportivo Merlo      | 02.º | 08.º | 08.º | 09.º | 10.º | 14.º | 17.º | 13.º | 11.º | 11.º | 12.º | 11.º | 12.º | 13.º | 14.º | 11.º | 10.º | 09.º | 09.º |
| Dock Sud             | 10.º | 13.º | 15.º | 18.º | 18.º | 17.º | 16.º | 15.º | 15.º | 16.º | 17.º | 18.º | 14.º | 14.º | 13.º | 12.º | 12.º | 13.º | 14.º |
| Excursionistas       | 10.º | 06.º | 04.º | 02.º | 03.º | 03.º | 06.º | 05.º | 05.º | 05.º | 04.º | 04.º | 05.º | 04.º | 03.º | 02.º | 01.º | 01.º | 01.º |
| Ferrocarril Midland  | 14.º | 10.º | 13.º | 16.º | 11.º | 11.º | 10.º | 12.º | 13.º | 13.º | 14.º | 17.º | 18.º | 19.º | 16.º | 16.º | 19.º | 16.º | 17.º |
| J. J. de Urquiza     | 04.º | 09.º | 12.º | 17.º | 13.º | 12.º | 11.º | 11.º | 08.º | 09.º | 11.º | 07.º | 03.º | 03.º | 02.º | 04.º | 03.º | 04.º | 03.º |
| Liniers              | 17.º | 19.º | 20.º | 20.º | 20.º | 20.º | 20.º | 20.º | 20.º | 20.º | 20.º | 20.º | 20.º | 20.º | 19.º | 19.º | 18.º | 19.º | 19.º |
| Luján                | 15.º | 11.º | 09.º | 05.º | 07.º | 08.º | 04.º | 07.º | 12.º | 12.º | 09.º | 10.º | 10.º | 09.º | 09.º | 09.º | 09.º | 11.º | 10.º |
| Sacachispas          | 17.º | 17.º | 17.º | 12.º | 15.º | 09.º | 08.º | 09.º | 09.º | 06.º | 07.º | 08.º | 08.º | 05.º | 04.º | 05.º | 06.º | 06.º | 07.º |
| San Martín (B)       | 04.º | 03.º | 06.º | 04.º | 05.º | 04.º | 09.º | 06.º | 06.º | 08.º | 05.º | 06.º | 07.º | 07.º | 07.º | 06.º | 07.º | 07.º | 05.º |
| San Miguel           | 16.º | 15.º | 18.º | 13.º | 16.º | 18.º | 19.º | 19.º | 19.º | 17.º | 18.º | 16.º | 16.º | 17.º | 20.º | 19.º | 17.º | 15.º | 16.º |
| Sportivo Barracas    | 10.º | 14.º | 16.º | 15.º | 12.º | 14.º | 12.º | 10.º | 09.º | 07.º | 08.º | 09.º | 09.º | 10.º | 10.º | 10.º | 11.º | 10.º | 11.º |
| Sportivo Italiano    | 08.º | 03.º | 02.º | 05.º | 09.º | 06.º | 03.º | 03.º | 03.º | 03.º | 06.º | 05.º | 06.º | 06.º | 05.º | 03.º | 02.º | 02.º | 02.º |

| 1. 2. 3. 4. |

## Tabla de descenso
| Pos  | Equipo                   | 13/14 | 2014 | 2015 | 2016 | Total | PJ  | Promedio |
| ---- | ------------------------ | ----- | ---- | ---- | ---- | ----- | --- | -------- |
| 01.º | Sportivo Italiano        | 67    | -    | -    | 39   | 106   | 57  | 1,859    |
| 02.º | Deportivo Laferrere      | 58    | 28   | 63   | 33   | 182   | 113 | 1,610    |
| 03.º | Excursionistas           | 53    | 30   | 48   | 41   | 172   | 113 | 1,522    |
| 04.º | San Martín (B)           | -     | -    | 48   | 35   | 83    | 57  | 1,456    |
| 05.º | Argentino de Quilmes     | 57    | 21   | 53   | 28   | 159   | 113 | 1,407    |
| 06.º | Dock Sud                 | 46    | 35   | 58   | 19   | 158   | 113 | 1,398    |
| 07.º | Deportivo Merlo          | -     | -    | -    | 25   | 25    | 19  | 1,315    |
| 08.º | Luján                    | 48    | 16   | 57   | 25   | 146   | 113 | 1,292    |
| 09.º | Argentino de Merlo       | 55    | 26   | 50   | 13   | 144   | 113 | 1,274    |
| 10.º | Sportivo Barracas        | -     | -    | -    | 24   | 24    | 19  | 1,263    |
| 11.º | Defensores Unidos        | 53    | 24   | 45   | 19   | 141   | 113 | 1,247    |
| 11.º | J. J. de Urquiza         | 32    | 20   | 52   | 37   | 141   | 113 | 1,247    |
| 11.º | Sacachispas              | 47    | 18   | 43   | 33   | 141   | 113 | 1,247    |
| 14.º | San Miguel               | -     | -    | 53   | 18   | 71    | 57  | 1,245    |
| 15.º | Defensores de Cambaceres | 60    | 24   | 34   | 22   | 140   | 113 | 1,238    |
| 16.º | Berazategui              | 35    | 11   | 54   | 36   | 136   | 113 | 1,203    |
| 17.º | Ferrocarril Midland      | 57    | 11   | 47   | 17   | 132   | 113 | 1,168    |
| 18.º | Cañuelas                 | -     | -    | 47   | 19   | 66    | 57  | 1,157    |
| 19.º | Central Córdoba (R)      | 39    | 14   | 60   | 16   | 129   | 113 | 1,141    |
| 20.º | Liniers                  | -     | -    | -    | 16   | 16    | 19  | 0,842    |

|  | Descendió a la Primera D. |

## Resultados
| Defensores de Cambaceres | - 0   | Sportivo Barracas   | 12 de Octubre        | 5 de febrero | 17:00 |
| San Miguel               | 1 - 3 | Deportivo Laferrere | Malvinas Argentinas  | 5 de febrero | 17:00 |
| Sportivo Italiano        | 2 - 2 | Cañuelas            | República de Italia  | 6 de febrero | 17:00 |
| Argentino de Quilmes     | 1 - 0 | Luján               | Argentino de Quilmes | 6 de febrero | 17:00 |
| Sacachispas              | 0 - 2 | San Martín (B)      | Beto Larrosa         | 6 de febrero | 17:00 |
| Central Córdoba (R)      | 4 - 1 | Argentino de Merlo  | Gabino Sosa          | 6 de febrero | 20:00 |
| Deportivo Merlo          | 3 - 0 | Defensores Unidos   | José Manuel Moreno   | 8 de febrero | 17:00 |
| Dock Sud                 | 0 - 0 | Excursionistas      | De los Inmigrantes   | 9 de febrero | 17:00 |
| Ferrocarril Midland      | 1 - 2 | Berazategui         | Ciudad de Libertad   | 9 de febrero | 17:00 |
| Liniers                  | 0 - 2 | J. J. de Urquiza    | Juan Antonio Arias   | 9 de febrero | 17:00 |

| Defensores de Cambaceres | 0 - 2 | Sportivo Italiano    | 12 de Octubre                   | 12 de febrero | 17:00 |
| Defensores Unidos        | 0 - 1 | Ferrocarril Midland  | Gigante de Villa Fox            | 14 de febrero | 17:00 |
| San Martín (B)           | 2 - 2 | Dock Sud             | Francisco Boga                  | 14 de febrero | 17:00 |
| Excursionistas           | 1 - 0 | Deportivo Merlo      | Excursionistas                  | 14 de febrero | 17:00 |
| Sportivo Barracas        | 0 - 0 | San Miguel           | República de Italia             | 14 de febrero | 17:00 |
| Berazategui              | 2 - 0 | Liniers              | Centenario                      | 14 de febrero | 17:00 |
| Deportivo Laferrere      | 2 - 0 | Argentino de Quilmes | José Luis Sánchez               | 15 de febrero | 17:00 |
| Luján                    | 1 - 0 | Central Córdoba (R)  | Municipal de la Ciudad de Luján | 15 de febrero | 17:00 |
| J. J. de Urquiza         | 1 - 2 | Cañuelas             | Ramón Roque Martín              | 16 de febrero | 17:00 |
| Argentino de Merlo       | 0 - 0 | Sacachispas          | Merlo                           | 16 de marzo   | 20:00 |

| Deportivo Merlo      | 1 - 1 | San Martín (B)           | José Manuel Moreno   | 19 de febrero | 17:00 |
| Cañuelas             | 1 - 1 | Berazategui              | José Alfredo Arín    | 20 de febrero | 17:00 |
| Liniers              | 0 - 1 | Defensores Unidos        | Juan Antonio Arias   | 20 de febrero | 17:00 |
| Argentino de Quilmes | 1 - 0 | Sportivo Barracas        | Argentino de Quilmes | 20 de febrero | 17:00 |
| Central Córdoba (R)  | 0 - 1 | Deportivo Laferrere      | Gabino Sosa          | 20 de febrero | 17:00 |
| Sportivo Italiano    | 2 - 1 | J. J. de Urquiza         | República de Italia  | 21 de febrero | 17:00 |
| Sacachispas          | 2 - 2 | Luján                    | Beto Larrosa         | 22 de febrero | 17:00 |
| Ferrocarril Midland  | 1 - 2 | Excursionistas           | Ciudad de Libertad   | 22 de febrero | 17:00 |
| San Miguel           | 1 - 2 | Defensores de Cambaceres | Malvinas Argentinas  | 23 de febrero | 17:00 |
| Dock Sud             | 0 - 0 | Argentino de Merlo       | De los Inmigrantes   | 31 de marzo   | 16:00 |

| Argentino de Merlo       | 0 - 0 | Deportivo Merlo      | Merlo                           | 26 de febrero | 17:00 |
| Excursionistas           | 2 - 0 | Liniers              | Excursionistas                  | 27 de febrero | 17:00 |
| Luján                    | 3 - 1 | Dock Sud             | Municipal de la Ciudad de Luján | 27 de febrero | 17:00 |
| San Miguel               | 1 - 0 | Sportivo Italiano    | Malvinas Argentinas             | 28 de febrero | 17:00 |
| Deportivo Laferrere      | 2 - 3 | Sacachispas          | José Luis Sánchez               | 28 de febrero | 17:00 |
| Defensores Unidos        | 1 - 1 | Cañuelas             | Gigante de Villa Fox            | 29 de febrero | 17:00 |
| Defensores de Cambaceres | 1 - 1 | Argentino de Quilmes | 12 de Octubre                   | 29 de febrero | 17:00 |
| San Martín (B)           | 1 - 0 | Ferrocarril Midland  | Francisco Boga                  | 29 de febrero | 17:00 |
| Sportivo Barracas        | 2 - 2 | Central Córdoba (R)  | República de Italia             | 29 de febrero | 17:00 |
| Berazategui              | 3 - 0 | J. J. de Urquiza     | Centenario                      | 1 de marzo    | 17:00 |

| Cañuelas             | 2 - 1 | Excursionistas           | José Alfredo Arín    | 5 de marzo | 17:00 |
| Deportivo Merlo      | 0 - 0 | Luján                    | José Manuel Moreno   | 5 de marzo | 17:00 |
| Central Córdoba (R)  | 1 - 2 | Defensores de Cambaceres | Gabino Sosa          | 5 de marzo | 17:00 |
| J. J. de Urquiza     | 2 - 1 | Defensores Unidos        | Ramón Roque Martín   | 6 de marzo | 17:00 |
| Liniers              | 1 - 1 | San Martín (B)           | Juan Antonio Arias   | 6 de marzo | 17:00 |
| Ferrocarril Midland  | 3 - 1 | Argentino de Merlo       | Ciudad de Libertad   | 6 de marzo | 17:00 |
| Sacachispas          | 1 - 2 | Sportivo Barracas        | Beto Larrosa         | 6 de marzo | 17:00 |
| Argentino de Quilmes | 2 - 0 | San Miguel               | Argentino de Quilmes | 6 de marzo | 17:00 |
| Sportivo Italiano    | 1 - 2 | Berazategui              | República de Italia  | 7 de marzo | 20:00 |
| Dock Sud             | 0 - 1 | Deportivo Laferrere      | De los Inmigrantes   | 8 de marzo | 17:00 |

| Defensores de Cambaceres | 0 - 1 | Sacachispas         | 12 de Octubre                   | 11 de marzo | 16:00 |
| Defensores Unidos        | 2 - 1 | Berazategui         | Gigante de Villa Fox            | 12 de marzo | 11:00 |
| Luján                    | 1 - 1 | Ferrocarril Midland | Municipal de la Ciudad de Luján | 12 de marzo | 11:00 |
| Argentino de Quilmes     | 0 - 1 | Sportivo Italiano   | Argentino de Quilmes            | 12 de marzo | 16:00 |
| Argentino de Merlo       | 2 - 1 | Liniers             | Merlo                           | 12 de marzo | 16:00 |
| Excursionistas           | 1 - 1 | J. J. de Urquiza    | Excursionistas                  | 12 de marzo | 16:00 |
| San Martín (B)           | 1 - 1 | Cañuelas            | Francisco Boga                  | 13 de marzo | 11:00 |
| San Miguel               | 1 - 1 | Central Córdoba (R) | Malvinas Argentinas             | 13 de marzo | 13:00 |
| Deportivo Laferrere      | 2 - 0 | Deportivo Merlo     | José Luis Sánchez               | 14 de marzo | 16:00 |
| Sportivo Barracas        | 1 - 3 | Dock Sud            | República de Italia             | 14 de marzo | 20:00 |

| J. J. de Urquiza    | 2 - 1 | San Martín (B)           | Ramón Roque Martín  | 18 de marzo | 16:00 |
| Deportivo Merlo     | 1 - 2 | Sportivo Barracas        | José Manuel Moreno  | 19 de marzo | 11:00 |
| Dock Sud            | 2 - 2 | Defensores de Cambaceres | De los Inmigrantes  | 19 de marzo | 11:00 |
| Cañuelas            | 2 - 2 | Argentino de Merlo       | José Alfredo Arín   | 19 de marzo | 16:00 |
| Sportivo Italiano   | 1 - 0 | Defensores Unidos        | República de Italia | 19 de marzo | 16:00 |
| Central Córdoba (R) | 1 - 1 | Argentino de Quilmes     | Gabino Sosa         | 19 de marzo | 16:00 |
| Ferrocarril Midland | 2 - 1 | Deportivo Laferrere      | Ciudad de Libertad  | 20 de marzo | 11:00 |
| Liniers             | 0 - 1 | Luján                    | Juan Antonio Arias  | 20 de marzo | 16:00 |
| Berazategui         | 3 - 1 | Excursionistas           | Norman Lee          | 21 de marzo | 16:00 |
| Sacachispas         | 2 - 1 | San Miguel               | Beto Larrosa        | 21 de marzo | 16:00 |

| Deportivo Laferrere      | 1 - 0 | Liniers             | José Luis Sánchez               | 25 de marzo | 13:00 |
| Luján                    | 0 - 2 | Cañuelas            | Municipal de la Ciudad de Luján | 25 de marzo | 15:00 |
| Argentino de Merlo       | 0 - 0 | J. J. de Urquiza    | Merlo                           | 25 de marzo | 16:00 |
| San Martín (B)           | 3 - 1 | Berazategui         | Francisco Boga                  | 26 de marzo | 13:00 |
| Argentino de Quilmes     | 1 - 1 | Sacachispas         | Argentino de Quilmes            | 26 de marzo | 13:00 |
| Central Córdoba (R)      | 1 - 2 | Sportivo Italiano   | Gabino Sosa                     | 26 de marzo | 16:00 |
| San Miguel               | 1 - 1 | Dock Sud            | Malvinas Argentinas             | 27 de marzo | 11:00 |
| Sportivo Barracas        | 2 - 1 | Ferrocarril Midland | República de Italia             | 27 de marzo | 13:00 |
| Defensores de Cambaceres | 2 - 3 | Deportivo Merlo     | 12 de Octubre                   | 28 de marzo | 16:00 |
| Excursionistas           | 4 - 3 | Defensores Unidos   | Excursionistas                  | 29 de marzo | 16:00 |

| Deportivo Merlo     | 1 - 0 | San Miguel               | José Manuel Moreno   | 1 de abril | 15:00 |
| Defensores Unidos   | 2 - 2 | San Martín (B)           | Gigante de Villa Fox | 2 de abril | 13:00 |
| Liniers             | 2 - 2 | Sportivo Barracas        | Juan Antonio Arias   | 2 de abril | 13:00 |
| J. J. de Urquiza    | 2 - 0 | Luján                    | Ramón Roque Martín   | 3 de abril | 13:00 |
| Cañuelas            | 0 - 2 | Deportivo Laferrere      | José Alfredo Arín    | 3 de abril | 15:00 |
| Sportivo Italiano   | 1 - 1 | Excursionistas           | República de Italia  | 3 de abril | 15:00 |
| Ferrocarril Midland | 1 - 1 | Defensores de Cambaceres | Ciudad de Libertad   | 4 de abril | 15:00 |
| Berazategui         | 2 - 1 | Argentino de Merlo       | Norman Lee           | 4 de abril | 15:00 |
| Dock Sud            | 0 - 2 | Argentino de Quilmes     | De los Inmigrantes   | 4 de abril | 15:30 |
| Sacachispas         | 1 - 1 | Central Córdoba (R)      | Beto Larrosa         | 4 de abril | 15:30 |

| San Martín (B)           | 3 - 3 | Excursionistas      | Francisco Boga                  | 8 de abril  | 15:30 |
| Defensores de Cambaceres | 1 - 1 | Liniers             | 12 de Octubre                   | 8 de abril  | 15:30 |
| San Miguel               | 2 - 1 | Ferrocarril Midland | Malvinas Argentinas             | 9 de abril  | 11:00 |
| Deportivo Laferrere      | 2 - 2 | J. J. de Urquiza    | José Luis Sánchez               | 9 de abril  | 11:00 |
| Sacachispas              | 3 - 1 | Sportivo Italiano   | Beto Larrosa                    | 9 de abril  | 15:30 |
| Central Córdoba (R)      | 0 - 0 | Dock Sud            | Gabino Sosa                     | 9 de abril  | 15:30 |
| Argentino de Quilmes     | 1 - 1 | Deportivo Merlo     | Argentino de Quilmes            | 10 de abril | 11:05 |
| Sportivo Barracas        | 1 - 0 | Cañuelas            | República de Italia             | 11 de abril | 15:30 |
| Luján                    | 1 - 1 | Berazategui         | Municipal de la Ciudad de Luján | 12 de abril | 15:30 |
| Argentino de Merlo       | 2 - 0 | Defensores Unidos   | Merlo                           | 12 de abril | 20:00 |

| Liniers             | 3 - 1 | San Miguel               | Juan Antonio Arias   | 15 de abril | 15:30 |
| J. J. de Urquiza    | 3 - 2 | Sportivo Barracas        | Ramón Roque Martín   | 16 de abril | 11:00 |
| Ferrocarril Midland | 1 - 2 | Argentino de Quilmes     | Ciudad de Libertad   | 16 de abril | 11:00 |
| Sportivo Italiano   | 0 - 3 | San Martín (B)           | República de Italia  | 16 de abril | 15:30 |
| Cañuelas            | 2 - 2 | Defensores de Cambaceres | José Alfredo Arín    | 16 de abril | 15:30 |
| Deportivo Merlo     | 1 - 1 | Central Córdoba (R)      | José Manuel Moreno   | 17 de abril | 11:00 |
| Excursionistas      | 2 - 1 | Argentino de Merlo       | Excursionistas       | 17 de abril | 15:30 |
| Defensores Unidos   | 1 - 2 | Luján                    | Gigante de Villa Fox | 18 de abril | 15:30 |
| Berazategui         | 0 - 2 | Deportivo Laferrere      | Norman Lee           | 18 de abril | 15:30 |
| Dock Sud            | 0 - 1 | Sacachispas              | De los Inmigrantes   | 19 de abril | 15:30 |

| Sportivo Barracas        | 0 - 0 | Berazategui         | República de Italia             | 23 de abril | 11:00 |
| Central Córdoba (R)      | 1 - 0 | Ferrocarril Midland | Gabino Sosa                     | 23 de abril | 15:35 |
| Luján                    | 2 - 2 | Excursionistas      | Municipal de la Ciudad de Luján | 24 de abril | 11:05 |
| Dock Sud                 | 0 - 1 | Sportivo Italiano   | De los Inmigrantes              | 25 de abril | 15:30 |
| Sacachispas              | 0 - 0 | Deportivo Merlo     | Beto Larrosa                    | 25 de abril | 15:30 |
| San Miguel               | 2 - 1 | Cañuelas            | Malvinas Argentinas             | 25 de abril | 15:30 |
| Deportivo Laferrere      | 2 - 0 | Defensores Unidos   | José Luis Sánchez               | 25 de abril | 15:30 |
| Argentino de Merlo       | 0 - 0 | San Martín (B)      | Merlo                           | 25 de abril | 15:30 |
| Defensores de Cambaceres | 0 - 2 | J. J. de Urquiza    | 12 de Octubre                   | 26 de abril | 15:15 |
| Argentino de Quilmes     | 2 - 0 | Liniers             | Argentino de Quilmes            | 26 de abril | 15:30 |

| Defensores Unidos   | 2 - 1 | Sportivo Barracas        | Gigante de Villa Fox | 29 de abril | 15:30 |
| J. J. de Urquiza    | 1 - 0 | San Miguel               | Ramón Roque Martín   | 30 de abril | 13:00 |
| Sportivo Italiano   | 2 - 1 | Argentino de Merlo       | República de Italia  | 30 de abril | 15:30 |
| Cañuelas            | 1 - 1 | Argentino de Quilmes     | José Alfredo Arín    | 30 de abril | 15:30 |
| San Martín (B)      | 1 - 0 | Luján                    | Francisco Boga       | 2 de mayo   | 15:30 |
| Liniers             | 2 - 1 | Central Córdoba (R)      | Juan Antonio Arias   | 2 de mayo   | 15:45 |
| Ferrocarril Midland | 0 - 1 | Sacachispas              | Ciudad de Libertad   | 2 de mayo   | 15:45 |
| Excursionistas      | 4 - 2 | Deportivo Laferrere      | Excursionistas       | 3 de mayo   | 15:30 |
| Berazategui         | 4 - 0 | Defensores de Cambaceres | De los Inmigrantes   | 3 de mayo   | 15:30 |
| Deportivo Merlo     | 0 - 1 | Dock Sud                 | José Manuel Moreno   | 3 de mayo   | 15:30 |

| Sacachispas              | 2 - 1 | Liniers             | Beto Larrosa                    | 6 de mayo  | 15:30 |
| Luján                    | 3 - 1 | Argentino de Merlo  | Municipal de la Ciudad de Luján | 6 de mayo  | 15:30 |
| Dock Sud                 | 2 - 0 | Ferrocarril Midland | De los Inmigrantes              | 7 de mayo  | 12:00 |
| Sportivo Barracas        | 1 - 2 | Excursionistas      | República de Italia             | 7 de mayo  | 15:30 |
| Central Córdoba (R)      | 3 - 1 | Cañuelas            | Gabino Sosa                     | 8 de mayo  | 15:30 |
| Defensores de Cambaceres | 0 - 0 | Defensores Unidos   | 12 de Octubre                   | 9 de mayo  | 15:00 |
| San Miguel               | 0 - 1 | Berazategui         | Malvinas Argentinas             | 9 de mayo  | 15:30 |
| Argentino de Quilmes     | 1 - 2 | J. J. de Urquiza    | Argentino de Quilmes            | 9 de mayo  | 15:35 |
| Deportivo Merlo          | 0 - 1 | Sportivo Italiano   | José Manuel Moreno              | 10 de mayo | 15:30 |
| Deportivo Laferrere      | 1 - 1 | San Martín (B)      | José Luis Sánchez               | 10 de mayo | 15:30 |

| Cañuelas            | 1 - 2 | Sacachispas              | José Alfredo Arín    | 14 de mayo | 15:30 |
| Sportivo Italiano   | 2 - 1 | Luján                    | República de Italia  | 14 de mayo | 15:30 |
| Defensores Unidos   | 4 - 2 | San Miguel               | Gigante de Villa Fox | 14 de mayo | 15:30 |
| Ferrocarril Midland | 2 - 0 | Deportivo Merlo          | Ciudad de Libertad   | 15 de mayo | 11:00 |
| J. J. de Urquiza    | 3 - 0 | Central Córdoba (R)      | Ramón Roque Martín   | 15 de mayo | 13:30 |
| Liniers             | 2 - 1 | Dock Sud                 | Juan Antonio Arias   | 15 de mayo | 15:30 |
| Argentino de Merlo  | 1 - 2 | Deportivo Laferrere      | Merlo                | 16 de mayo | 15:30 |
| Berazategui         | 1 - 1 | Argentino de Quilmes     | Norman Lee           | 16 de mayo | 15:35 |
| Excursionistas      | 3 - 1 | Defensores de Cambaceres | Excursionistas       | 16 de mayo | 20:00 |
| San Martín (B)      | 3 - 1 | Sportivo Barracas        | Francisco Boga       | 17 de mayo | 15:30 |

| Deportivo Merlo          | 2 - 0 | Liniers            | José Manuel Moreno   | 20 de mayo | 15:30 |
| Central Córdoba (R)      | 1 - 1 | Berazategui        | Gabino Sosa          | 21 de mayo | 15:30 |
| Deportivo Laferrere      | 1 - 1 | Luján              | José Luis Sánchez    | 22 de mayo | 15:30 |
| Sacachispas              | 1 - 1 | J. J. de Urquiza   | Beto Larrosa         | 23 de mayo | 15:30 |
| Argentino de Quilmes     | 2 - 1 | Defensores Unidos  | Argentino de Quilmes | 23 de mayo | 15:30 |
| San Miguel               | 0 - 1 | Excursionistas     | Malvinas Argentinas  | 23 de mayo | 15:30 |
| Defensores de Cambaceres | 0 - 1 | San Martín (B)     | 12 de Octubre        | 23 de mayo | 15:30 |
| Sportivo Barracas        | 2 - 1 | Argentino de Merlo | República de Italia  | 23 de mayo | 15:30 |
| Ferrocarril Midland      | 0 - 1 | Sportivo Italiano  | Ciudad de Libertad   | 24 de mayo | 15:30 |
| Dock Sud                 | 3 - 2 | Cañuelas           | De los Inmigrantes   | 24 de mayo | 15:30 |

| Excursionistas     | 3 - 2 | Argentino de Quilmes     | Excursionistas                  | 28 de mayo | 15:30 |
| Luján              | 1 - 1 | Sportivo Barracas        | Municipal de la Ciudad de Luján | 28 de mayo | 15:30 |
| Cañuelas           | 1 - 2 | Deportivo Merlo          | José Alfredo Arín               | 28 de mayo | 15:30 |
| Sportivo Italiano  | 1 - 0 | Deportivo Laferrere      | República de Italia             | 29 de mayo | 15:30 |
| San Martín (B)     | 2 - 3 | San Miguel               | Francisco Boga                  | 30 de mayo | 15:30 |
| Defensores Unidos  | 4 - 2 | Central Córdoba (R)      | Gigante de Villa Fox            | 30 de mayo | 15:30 |
| Liniers            | 1 - 0 | Ferrocarril Midland      | Juan Antonio Arias              | 30 de mayo | 15:30 |
| Berazategui        | 2 - 1 | Sacachispas              | Norman Lee                      | 30 de mayo | 15:30 |
| J. J. de Urquiza   | 1 - 0 | Dock Sud                 | Ramón Roque Martín              | 31 de mayo | 15:30 |
| Argentino de Merlo | 1 - 2 | Defensores de Cambaceres | Merlo                           | 31 de mayo | 15:30 |

| Defensores de Cambaceres | 2 - 0 | Luján               | 12 de Octubre        | 4 de junio | 15:30 |
| Sacachispas              | 5 - 2 | Defensores Unidos   | Beto Larrosa         | 5 de junio | 15:30 |
| San Miguel               | 1 - 0 | Argentino de Merlo  | Malvinas Argentinas  | 5 de junio | 15:30 |
| Argentino de Quilmes     | 0 - 1 | San Martín (B)      | Argentino de Quilmes | 5 de junio | 15:30 |
| Liniers                  | 2 - 2 | Sportivo Italiano   | Juan Antonio Arias   | 7 de junio | 15:30 |
| Dock Sud                 | 0 - 2 | Berazategui         | De los Inmigrantes   | 7 de junio | 15:30 |
| Deportivo Merlo          | 2 - 0 | J. J. de Urquiza    | José Manuel Moreno   | 7 de junio | 15:30 |
| Central Córdoba (R)      | 1 - 2 | Excursionistas      | Gabino Sosa          | 7 de junio | 15:30 |
| Sportivo Barracas        | 2 - 0 | Deportivo Laferrere | República de Italia  | 7 de junio | 15:30 |
| Ferrocarril Midland      | 1 - 0 | Cañuelas            | Ciudad de Libertad   | 8 de junio | 15:30 |

| Argentino de Merlo  | 1 - 1 | Argentino de Quilmes     | Merlo                           | 10 de junio | 15:30 |
| Excursionistas      | 1 - 0 | Sacachispas              | Excursionistas                  | 11 de junio | 15:30 |
| Sportivo Italiano   | 1 - 0 | Sportivo Barracas        | República de Italia             | 11 de junio | 15:30 |
| San Martín (B)      | 1 - 0 | Central Córdoba (R)      | Francisco Boga                  | 11 de junio | 15:30 |
| Berazategui         | 0 - 0 | Deportivo Merlo          | Norman Lee                      | 11 de junio | 15:30 |
| J. J. de Urquiza    | 2 - 1 | Ferrocarril Midland      | Ramón Roque Martín              | 11 de junio | 15:30 |
| Defensores Unidos   | 1 - 1 | Dock Sud                 | Gigante de Villa Fox            | 11 de junio | 15:30 |
| Luján               | 1 - 0 | San Miguel               | Municipal de la Ciudad de Luján | 11 de junio | 15:30 |
| Cañuelas            | 2 - 1 | Liniers                  | José Alfredo Arín               | 12 de junio | 15:50 |
| Deportivo Laferrere | 1 - 2 | Defensores de Cambaceres | Ramón Roque Martín              | 13 de junio | 15:30 |

| 1. 2. 3. 4. 5. |

## Goleadores
| Pos. | Jugador              | Jugador                 | Goles | Equipo               |
| ---- | -------------------- | ----------------------- | ----- | -------------------- |
| 1°   | Bandera de Argentina | Leonardo Ruiz           | 16    | Excursionistas       |
| 2°   | Bandera de Argentina | Sergio Valenti          | 15    | Argentino de Quilmes |
| 3°   | Bandera de Argentina | Martín Gianfelice       | 9     | Berazategui          |
| 3°   | Bandera de Argentina | Adrián Martínez         | 9     | Defensores Unidos    |
| 4°   | Bandera de Argentina | Lucio Cereseto          | 8     | J. J. de Urquiza     |
| 4°   | Bandera de Argentina | Eduardo Dos Santos      | 8     | Sacachispas          |
| 4°   | Bandera de Paraguay  | Alcides Miranda Moreira | 8     | Sportivo Italiano    |

Fuente: Solo Ascenso - Goleadores